# 坎貝爾·紐曼
坎貝爾·紐曼（Campbell Newman，1963年8月12日—）是澳大利亞的一位前政治人物。他在2012年3月26日至2015年2月擔任第38屆昆士蘭州州長職務。他也在2011年4月2日至2015年2月7日擔任昆士蘭自由黨的黨首，並且在2004年3月27日至2011年4月3日擔任第15屆布里斯班市長。

## 外部連結
- Queensland premier's official profile
- LNP profile
- City Mayors profile（页面存档备份，存于）